# Bythitidae
Bythitidae – rodzina ryb wyślizgokształtnych (Ophidiiformes).

## Występowanie
Ocean Atlantycki, Ocean Indyjski i Ocean Spokojny, w większości morskie, rzadziej w wodach słodkich lub słonawych. Niektóre spotykane w wodach wielkich jaskiń.

## Cechy charakterystyczne
Ciało wydłużone, u większości gatunków pokryte łuskami; płetwa grzbietowa i odbytowa długa. Pęcherz pławny obecny. Pokrywa skrzelowa zwykle zakończona twardym kolcem. Żyworodne.

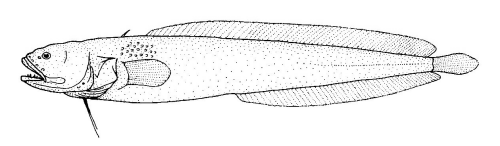
Dermatopsis macrodon

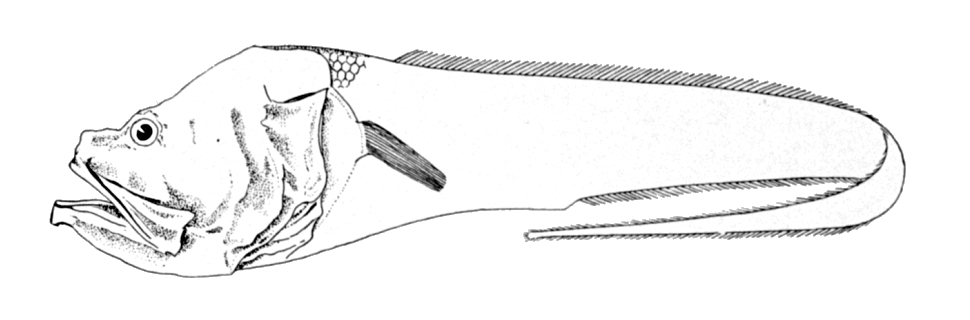
Hephthocara simum

## Klasyfikacja
Rodzaje zaliczane do tej rodziny grupowane są w podrodzinach Brosmophycinae i Bythitinae:
Acarobythites — Alionematichthys — Anacanthobythites — Beaglichthys — Bellottia — Bidenichthys — Brosmodorsalis — Brosmolus — Brosmophyciops — Brosmophycis — Brotulinella — Bythites — Calamopteryx — Cataetyx — Dactylosurculus — Dermatopsis — Dermatopsoides — Diancistrus — Didymothallus — Dinematichthys — Diplacanthopoma — Dipulus — Ematops — Eusurculus — Fiordichthys — Grammonus — Gunterichthys — Hastatobythites — Hephthocara — Lapitaichthys — Lucifuga — Majungaichthys — Mascarenichthys — Melodichthys — Microbrotula — Monothrix — Nielsenichthys — Ogilbia — Ogilbichthys — Paradiancistrus — Porocephalichthys — Pseudogilbia — Pseudonus — Saccogaster — Stygnobrotula — Thermichthys — Timorichthys — Tuamotuichthys — Typhliasina — Ungusurculus — Zephyrichthys